# Слобідка-Малиновецька
Слобі́дка-Малинове́цька — село в Україні, у Жванецькій сільській територіальній громаді Кам'янець-Подільського району Хмельницької області.

## Назва
Первісно відоме під назвою «Бернавка» (Бернадка). У літописних джерелах поселення також зустрічається за назвою «Вітрянка», пов’язаною з місцевим географічним об’єктом. Сучасна назва закріпилась в кінці ХХ століття. Перша його частина – Слобідка, вказує на тип поселення у часи його заснування, друга – Малиновецька, на те, що воно було приписано до Малинівець.

## Розташування

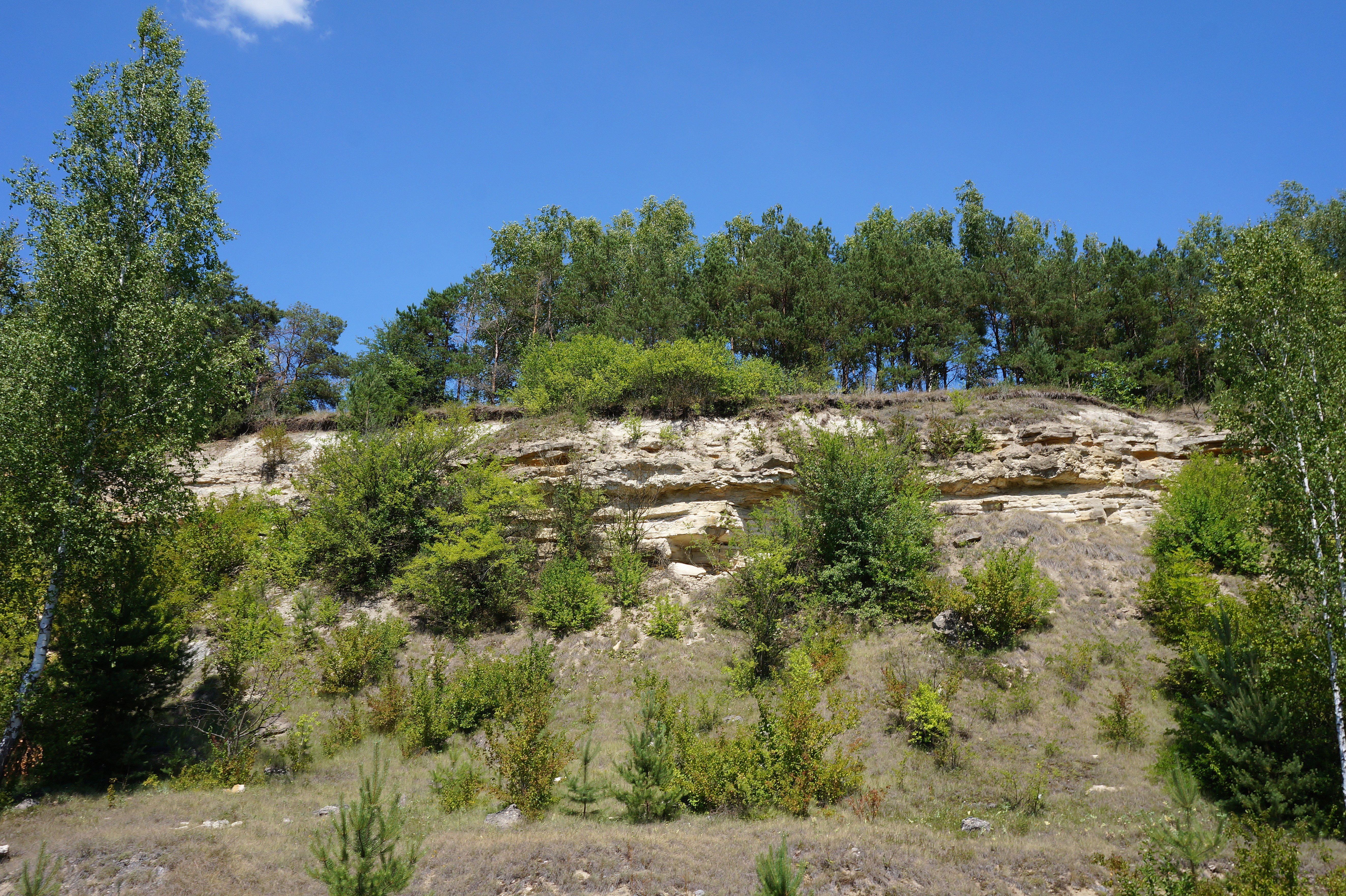
Розріз цвиклiвської свити малиновецької серії, поблизу с. Слобідка Малинiвецька

Наддністрянське село Слобідка-Малиновецька лежить на півдні Кам'янець-Подільського району та всієї Хмельницької області. Воно розташувалося на лівому березі річки, де річка Рудка впадає в Дністер, нижче від села Малинівці та вище від села Каветчина. На протилежному березі розташоване село Бернове Чернівецької області.
Через Слобідку-Малиновецьку проходить місцевий автобусний маршрут Кам'янець-Подільський — Каветчина. Маршрутний транспорт курсує чотири рази на день (за даними на лютий 2011 року).

### Клімат
Слобідка-Малиновецька знаходяться в межах вологого континентального клімату із теплим літом у так званому «теплому Поділлі», тут весна настає на 2 тижні раніше. Але діяльність людини призводить до поганих змін та глобального потепління.

## Історія
Місцевість де знаходиться село, заселялось з сивої давнини, про що свідчать виявлені археологами курган і сліди давньоруського поселення.

### XVIII—XIX століття
Село виникло в середині XVIII століття, коли Поділля належало Речі Посполитій (Польщі). Тоді воно мало назву Берна́вка. У XIX столітті це була Малинове́цька Слобі́дка або Вітря́нка.
Малиновецька Слобідка та сусідні Малинівці становили єдиний маєток, який у XVIII столітті входив до складу Кам'янецького староства. 1793 року, коли Поділля увійшло до складу Російської імперії, села староства спочатку відійшли державі, проте невдовзі Катерина II подарувала Кам'янецьке староство (12 сіл із 1142 душами; серед них Малиновецьку Слобідку ти Малинівці) таємному радникові та членові колегії чужоземних справ Аркадієві Моркову, згодом графові та російському посланцеві в Парижі . Це сталося 2(13) вересня 1793 року — в день урочистостей з нагоди укладення миру з Османською імперією, а 18(29) серпня 1795 року Катерина II видала Указ, в якому звеліла генерал-губернаторові Тимофію Тутолміну, віддаючи зазначені села з усім наявним господарством нинішнім власникам, віддати їм і зібрані під час державного правління поміщицькі доходи, які ще не надійшли до скарбниці .

Граф Аркадій Морков

У часи Російської імперії село адміністративно входило до Гавриловецької волості (з центром у селі Гаврилівці) Кам'янецького повіту Подільської губернії.
29 січня (10 лютого за новим стилем) 1827 року 80-річний граф Аркадій Морков, який так і не одружився, помер. Села колишнього Кам'янецького староства перейшли до спадкоємців його рідного брата — генерал-майора Миколи Моркова, який помер ще раніше — 9(21) травня 1811 року. Зокрема, Малиновецька Слобідка та Малинівці стали належати князям Оболенським, які малиновецькі землі приєднали до гринчуцьких. Першим серед цих князів-землевласників був генерал-майор Андрій Михайлович Оболенський (1765—1830), одружений із Парасковією Миколаївною Морковою (померла 1832 року) .
Селяни були звільнені від кріпосного права в 1861 році. На честь цієї події в багатьох селах Поділля на в'їздах встановлювали пам'ятні фігури, такі збереглись в селах: Нігин, Черче.
1885 року «Географічний словник Королівства Польського та інших слов'янських земель» зафіксував у Малиновецькій Слобідці 88 десятин селянської землі, 33 двори, де мешкало 150 осіб .
1894 року в Малиновецькій Слобідці відкрили школу грамоти, для якої винаймали будинок.
За даними, опублікованими 1895 року Подільським єпархіальним історико-статистичним комітетом, в Малиновецькій Слобідці було 88 десятин селянської землі, 59 дворів, де мешкало 332 особи.
Церкви в Слобідці Малиновецькій не було. Слобідка була приписана до парафії села Малинівці.
У XIX столітті на Кам'янеччині діяло чимало поромних переправ через Дністер. Одна з них була біля Малиновецької Слобідки .

### XX—XXI століття
Внаслідок поразки визвольних змагань на початку XX століття, надовго окуповане російсько-більшовицькими загарбниками.
Радянська окупація принесла колективізацію та розкуркулення, мешканці села зазнали репресій.
7 березня 1923 року постановою Всеукраїнського центрального виконавчого комітету в Україні було ліквідовано повіти та волості, а натомість створено округи та райони. Слобідка-Малиновецька увійшла до складу Жванецького району Кам'янецького округу. Невдовзі, 20 травня 1923 року, розпорядженням Кам'янецького окружного виконавчого комітету в Жванецькому районі було утворено 14 сільських рад, серед них і Малиновецьку, але до її складу Слобідка-Малиновецька не увійшла. Її разом із селами Сокіл, Каветчина, Межигір включили до складу Сокільської (у тодішньому написанні — Соколецької ) сільської ради .
За даними, наведеними в статистичному збірнику «Населені місця Поділля» (Вінниця, 1925), в селі було 84 господарства, 375 мешканців. У документі село зазначено як Малинівська Слобода (Вітрянка) . Під схожою назвою — Слобода-Малинівська — позначено якірну стоянку на Дністрі біля села на сучасній топографічній карті .
4 грудня 1928 року Жванецький район було ліквідовано, а його територію приєднано до Довжоцького району (після низки перетурбацій він 10 липня 1944 року остаточно сформувався як Кам'янець-Подільський район) .
30 грудня 1930 року постановою президії Кам'янець-Подільського райвиконкому Слобідку-Малиновецьку підпорядкували Малиновецькій сільській раді .
В 1932–1933 селяни села пережили сталінський голодомор, який забрав життя багатьох односельчан.
Від літа 1941 року до весни 1944 року село перебувало під німецькою окупацією. 2 квітня 1944 року внаслідок наступу радянських військ німці покинули Слобідку-Малиновецьку та сусідні з нею села (Сокіл, Межигір, Каветчина, Малинівці, Гринчук, Бабшин, Брага) . Після завершення Другої світової війни у 1946—1947 роках село вчергове пережило голод.
11 серпня 1954 року відповідно до Указу Президії Верховної Ради УРСР було укрупнено сільські ради, внаслідок чого Слобідка-Малиновецька увійшла до складу Гринчуцької сільської ради, що поповнилася селами ліквідованих Бабшинської та Малиновецької сільських рад . Центр сільської ради двічі змінювався: ухвалами Хмельницького облвиконкому від 15 серпня 1959 року його перенесли в Малинівці (внаслідок чого рада стала Малиновецькою), а від 1 березня 1963 року — повернули в Гринчук (відповідно і сільська рада знову стала Гринчуцькою) . Проте «Історія міст і сіл Української РСР» (1971) пише про Малинівці як центр Гринчуцької сільської ради .
1965 року в селі відкрито пам'ятник землякам, які загинули під час німецько-радянської війни .
1970 року за східною околицею Слобідки-Малиновецької проводилося археолого-петрографічне рекогносцирування. Тут виявлено залишки енеолітичної гірничої виробки — навісоподібне заглиблення завдовжки в декілька метрів, заввишки до 1,5 метра та завглибшки 1 метр, штучно врізане в зону контакту сеноманських порід із відкладами неогенового віку, що їх перекривали. За назвою села виявлена сировина отримала умовну назву «малиновецька» .
З 1991 року в складі незалежної України.
2000 року жителі сіл Слобідка-Малиновецька та Малинівці вступили в сільськогосподарський багатофункціональний кооператив «Мрія», який 8 лютого того ж року було реформовано в сільськогосподарське товариство з обмеженою відповідальністю — виробничу фірму «Мрія».
11 лютого 2001 року мешканці села на референдумі висловилися за перехід із Гринчуцької сільської ради до Сокільської . 3 липня того ж року Хмельницька обласна рада ухвалила підпорядкувати Слобідку-Малиновецьку Сокільській сільській раді . Внаслідок цього Сокільська сільська рада повернулася до первісного вигляду, який мала 1923 року під час її створення у складі чотирьох сіл (Сокіл, Каветчина, Межигір, Слобідка-Малиновецька). Досі Слобідка-Малиновецька залишається єдиним селом Кам'янець-Подільського району, в якому було проведено місцевий референдум.
Як засвідчують дані паспорту територіальної громади Сокільської сільської ради площа села — 44,2 гектара (з них під забудовою та присадибними ділянками — 34,8 гектара), дворів — 30.
2010 року всі земельні наділи, які раніше були в оренді ТОВ ВФ «Мрія», перейшли до ТОВ СП «Нібулон» (у Соколі розташувалася філія цієї агрокомпанії).
8 вересня 2017 року шляхом об'єднання сільських рад, село увійшло до складу Жванецької сільської громади. Об'єднання в громаду створило умови для формування ефективної і відповідальної місцевої влади, яка має забезпечити комфортне середовище для проживання людей.
Колишній орган місцевого самоврядування — Сокільська сільська рада.

## Населення
За даними на 1998 рік у селі було: дворів — 39, мешканців — 57 .
Станом на 1 січня 2010 року в Слобідці-Малиновецькій було 42 мешканці (за рік до того — 49), з них одна дитина шкільного віку (за рік до того — дошкільного), 31 пенсіонер (за рік до того — 30), 10 громадян (як і рік тому) працювало.

### Мова
У селі поширені західноподільська говірка та південноподільська говірка, що відносяться до подільського говору, який належить до південно-західного наріччя.
100 % населення вказало своєю рідною мовою українську мову.

## Інфраструктура
У селі залишилися приміщення від колишнього клубу та колишньої крамниці. Вціліло також приміщення ферми колишнього колгоспу. Оскільки передбачається газифікація села Сокіл та найближчих сіл, 2010 року в Слобідці-Малиновецькій створено кооператив із газифікації, який очолила Людмила Сіркізюк. У селі є власний водогін. Багатьох домогосподарств з'явилися водоносні сверловини. Також, у Слобідці-Малиновецькій є капличка, зведена зусиллями громади.

## Цікаві факти
Слобідка-Малиновецька потрапила до «Статиграфічного словника СРСР», де йде мова про малиновецький горизонт верхнього силуру на лівому березі Дністра біля сіл Малинівці та Малиновецька Слобідка .
Приватне підприємство «Редакція газети „Подолянин“» було зареєстровано за адресою: Слобідка-Малиновецька, вулиця Карла Маркса, 40 . Сама ж редакція найтиражнішої на Кам'янеччині приватної газети «Подолянин» розташована в центрі Кам'янця-Подільського.

## Охорона природи
Село лежить у межах національного природного парку «Подільські Товтри». Неподалік села знаходиться розріз цвиклівської свити малиновецької серії.

## Галерея

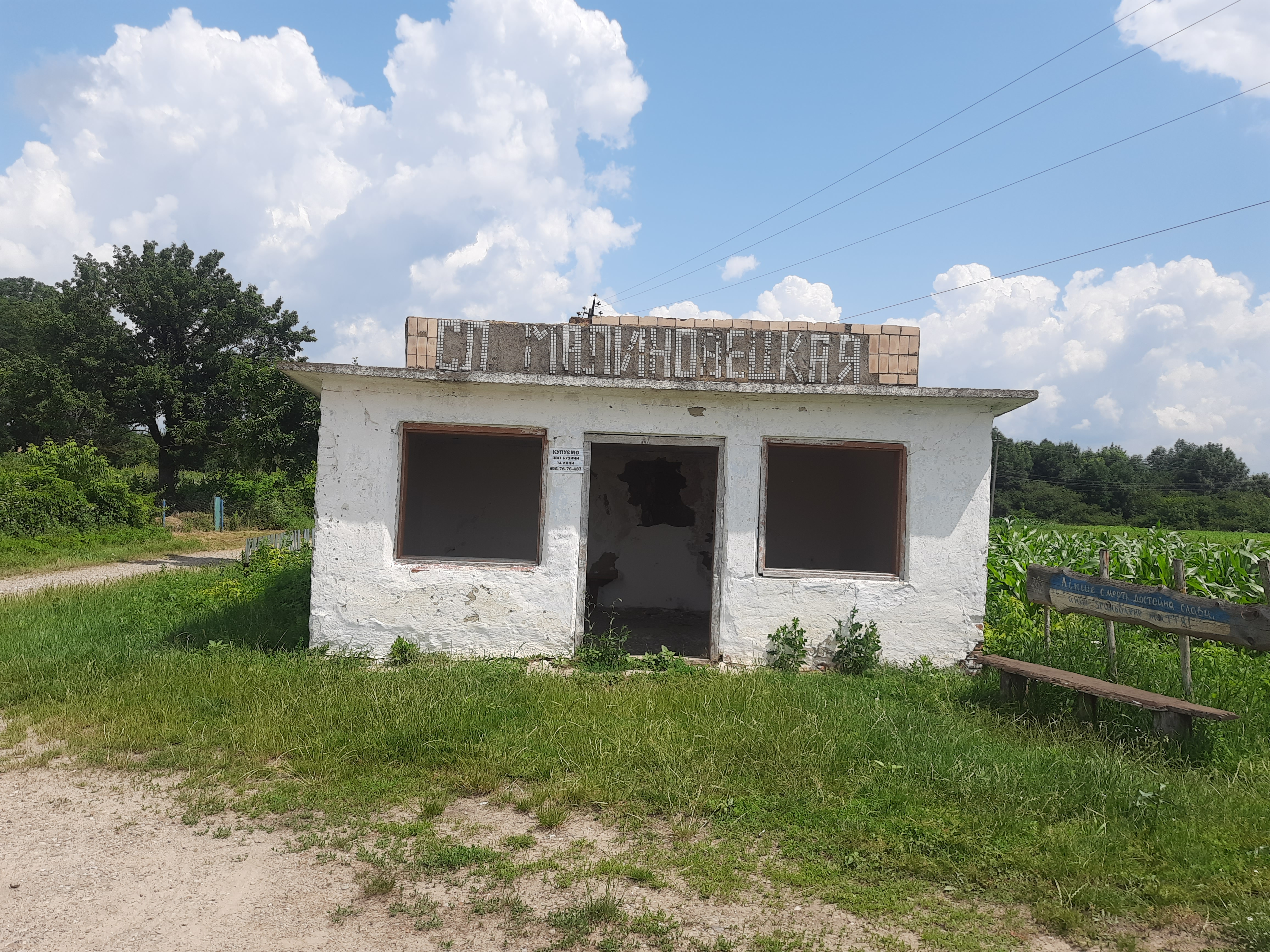
Автобусна зупинка
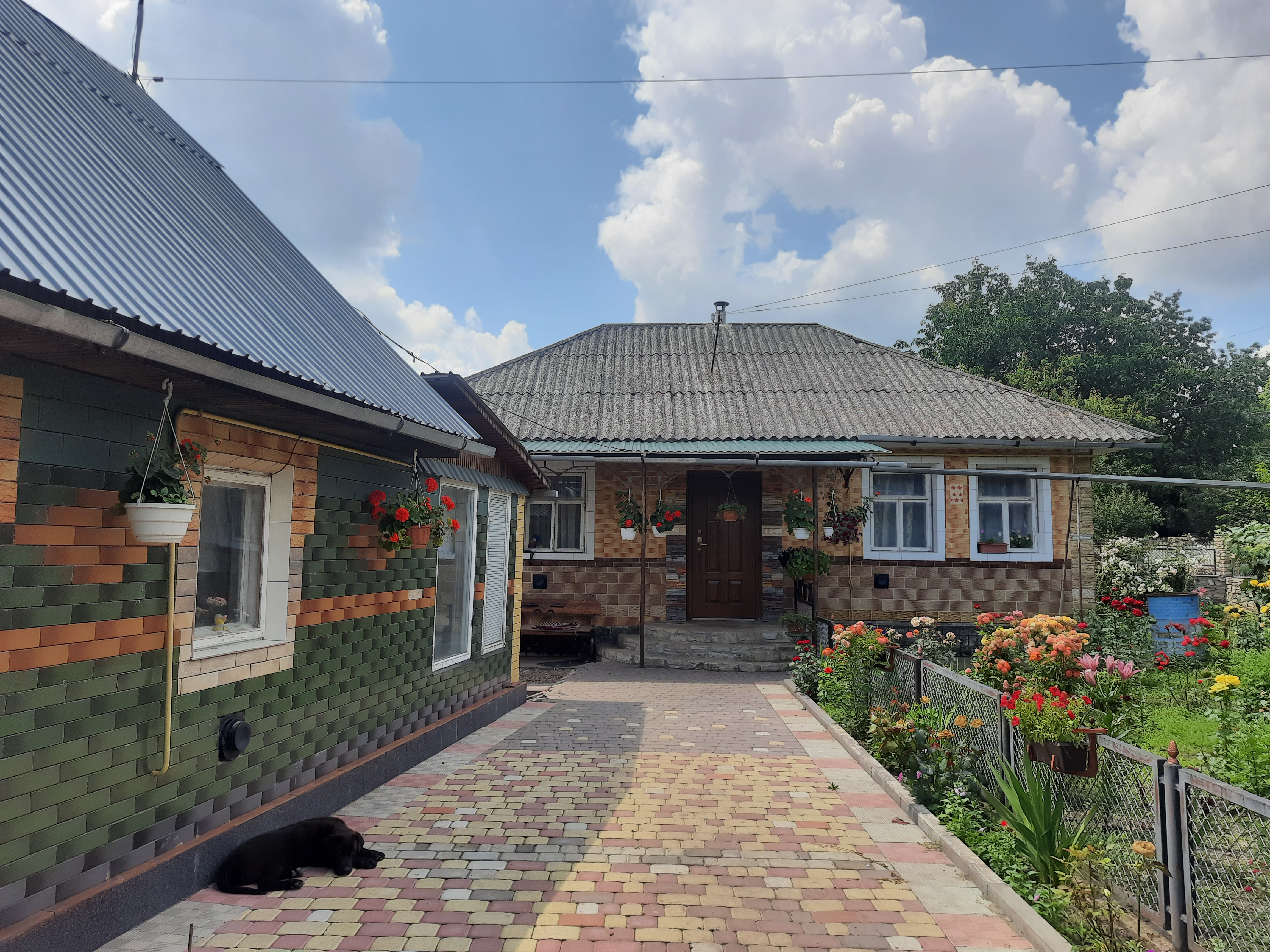
Сільська оселя
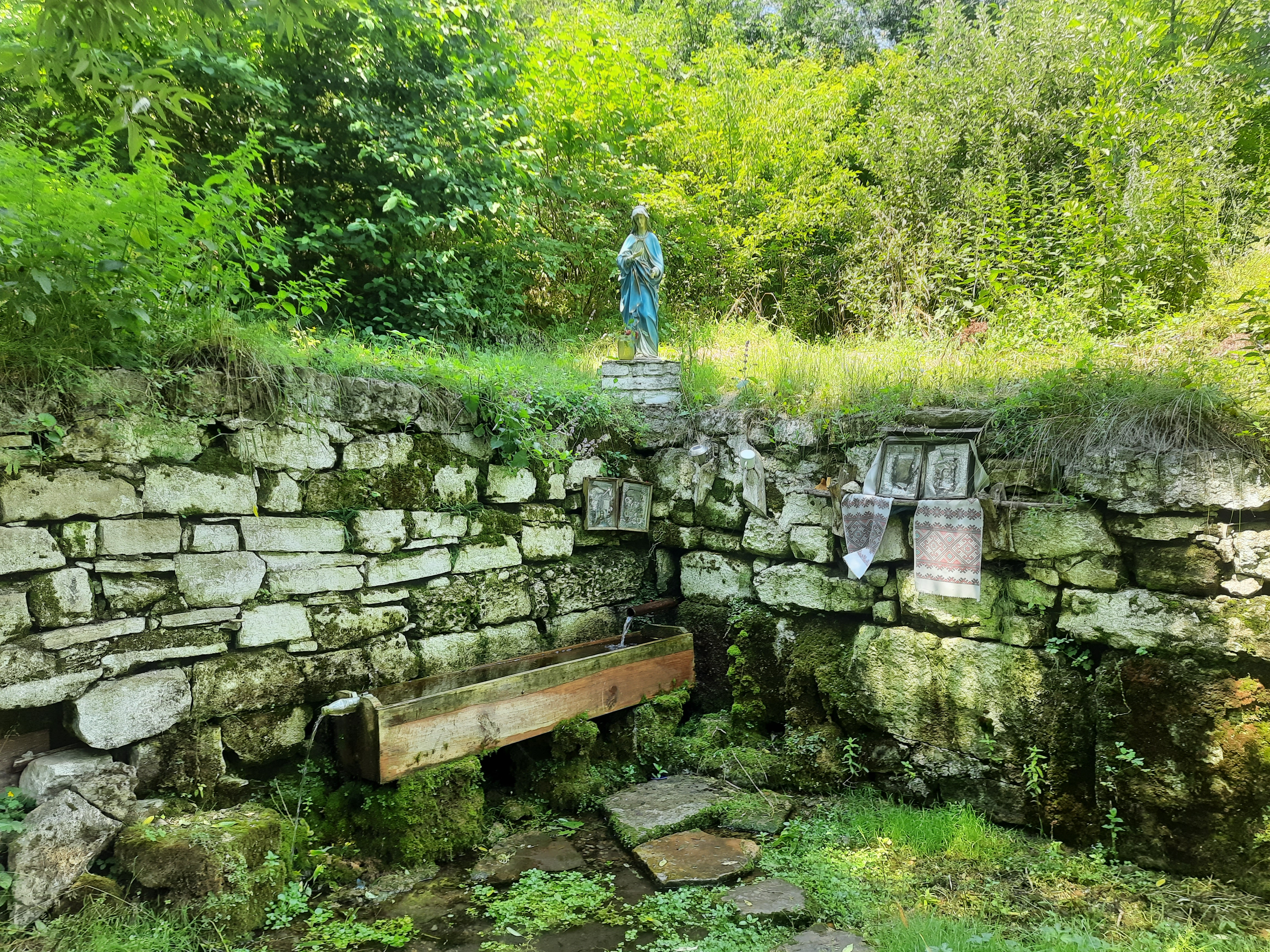
Цілюще джерело
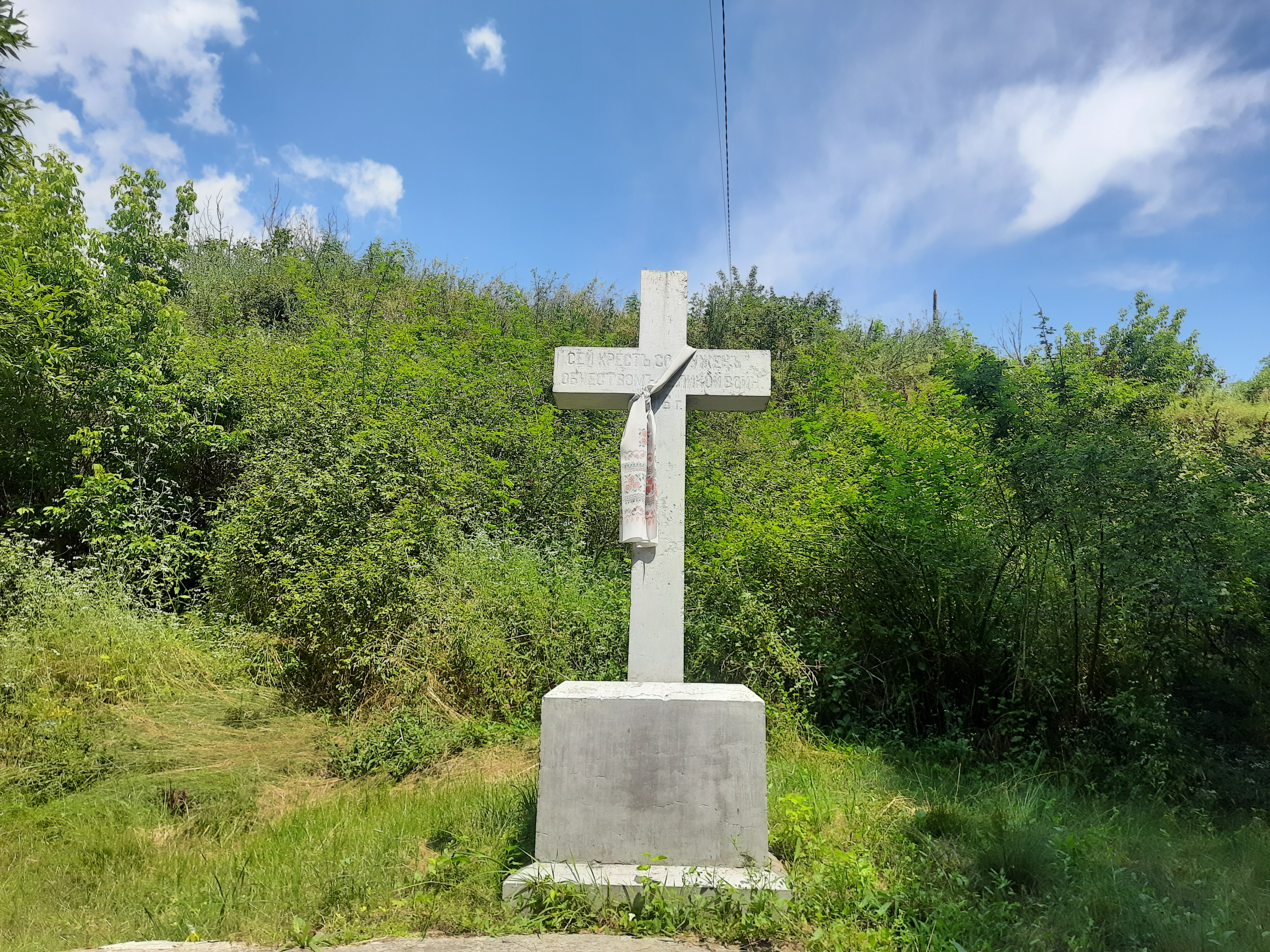
Пам'ятний хрест